# Нели Карова
Нели Карова е българска оперна певица сопран и вокален педагог, народен артист.

## Биография
Родена е на 19 декември 1911 г. в Плевен. Завършва пиано в класа на проф. Андрей Стоянов и пеене при Христина Морфова в Държавната музикална академия в София. През сезон 1935/1936 е част от солистичния състав на Софийската опера. Дебютира на сцената на Софийската опера в ролята на Лаурета в операта „Джани Скики“ на Джакомо Пучини през 1936 г. През 1937 г. изпълнява успешно ролята на Таис в едноименната опера на Жул Масне. Режисьор е Драган Кърджиев, а диригент – Венедикт Бобчевски. През 1939 г. заминава на специализация в „Гранд Опера“ в Париж. След избухването на Втората световна война е принудена да се завърне в България. През 1942 г. гостува на сцената на Загребската опера в поредица от представления на „Еро от оня свят“ в ролята на Неда. По време на бомбардировките в София през Втората световна война, заедно с целия оперен състав е евакуирана в Северна България. След Деветосептемврийския преврат Софийската опера е възстановена и Нели Карова е включена във втория състав на премиерата на операта „Евгений Онегин“. Гастролира в много европейски държави. През 1951 г. партията на Аида ѝ донася първите гласови неразположения. През 1955 г. играе Маргарита във „Фауст“ на Гуно, където проличават преуморените и пресилени височини в гласа ѝ. През 1958 г. подава оставка с мотив за тормоз от страна на ръководството по политически причини. Заминава на специализация за вокален педагог в Милано, Италия. След това заминава за САЩ, където развива активна педагогическа дейност и има собствено студио. В България е обявена за невъзвращенец. Споменаването на името ѝ и използването на записите ѝ в националното радио са забранени.
Умира на 17 декември 2003 г. в САЩ.
Личният архив на Нели Карова се съхранява в Централен държавен архив във фонд 1671К.